# Stenostaura
Stenostaura is een geslacht van vlinders van de familie tandvlinders (Notodontidae), uit de onderfamilie Notodontinae.

## Soorten
- S. agrotoides (Holland, 1893)
- S. columbina Kiriakoff, 1979
- S. dorsalis Kiriakoff, 1969
- S. elegans Kiriakoff, 1970
- S. harperi Agassiz, 2009
- S. impeditus (Walker, 1865)
- S. malangae (Bethune-Baker, 1911)
- S. minutissima Kiriakoff, 1970
- S. ophthalmica Kiriakoff, 1968
- S. ophthalmisa Kiriakoff, 1968
- S. rhodesiae (Kiriakoff, 1965)
- S. subtilis Kiriakoff, 1970
- S. varians (Kiriakoff, 1962)
- S. vittata Kiriakoff, 1965